# Korogwe
Korogwé est une localité de la région de Tanga en Tanzanie.

## Localisation
Cette localité est située entre Tanga et Arusha sur l'axe principal conduisant de Dar es Salam au Kilimandjaro.

## Présentation
La localité compte plusieurs marchés, un grand nombre de petits commerces et deux hôtels.